# Matteo Brighi
Matteo Brighi (Rimini, 14 febbraio 1981) è un ex calciatore italiano, di ruolo centrocampista, allenatore in seconda della nazionale Under-20 italiana.

## Biografia
È nato a Rimini nel 1981, secondo di quattro fratelli, tutti calciatori. È diplomato in ragioneria.

## Caratteristiche tecniche
Centrocampista duttile, preferiva agire da mediano in un centrocampo a due o a tre giocatori, oltre a essere dotato di un'ottima tecnica e di grande grinta.
Nel 2001 fu incluso nella lista dei migliori giovani calciatori stilata da Don Balón. Nel videogioco FIFA Football 2003, Brighi risultava essere il calciatore più forte del gioco, con una valutazione complessiva di 97 su 99: questo gli ha dato una certa notorietà tra gli appassionati della serie in giro per il mondo.

## Carriera

### Giocatore

#### Club

##### Gli inizi
Muove i primi passi nel mondo del calcio nelle file della squadra parrocchiale della Grotta Rossa, e qualche anno dopo partecipa al campionato allievi con la Polisportiva Stella San Giovanni. A 15 anni approda nel settore giovanile della squadra della sua città, il Rimini.
Nella stagione 1997-1998 viene aggregato alla prima squadra, senza tuttavia scendere mai in campo. Nella stagione successiva totalizza 10 presenze ed un gol, e nella terza stagione scende in campo 34 volte e totalizza 6 reti, mancando di un soffio la promozione in Serie C1, sfumata nella finale play-off contro la Vis Pesaro.

##### Juventus e prestito al Bologna
L'estate successiva, dopo essersi diplomato, si trasferisce a titolo definitivo alla Juventus. L'esordio in Serie A avviene il 30 settembre 2000, a 19 anni, nell'incontro che ha visto vincere i bianconeri per 2-1 sul Napoli. Nella Vecchia Signora, anche a causa della precoce eliminazione dal palcoscenico europeo e dalla Coppa Italia, vede il campo 12 volte in tutta la stagione.
L'anno successivo viene girato in prestito al Bologna, dove conquista subito la maglia da titolare. Nella squadra di Francesco Guidolin disputa in tutto 32 partite di campionato, contribuendo al settimo posto finale. Nel giugno dello stesso anno, vince anche il premio di miglior giovane della Serie A italiana.

##### Parma e Brescia
Tornato a Torino per fine prestito, nell'agosto 2002 conquista con la Juventus la Supercoppa italiana, ma il 31 agosto, ultimo giorno di calciomercato, viene ceduto in compartecipazione al Parma per la cifra di 5 milioni, nell'ambito dell'operazione che ha portato Marco Di Vaio a Torino. Sotto la guida di Cesare Prandelli, il 31 ottobre 2002 fa il suo esordio in Coppa UEFA, nella vittoria interna per 2-1 contro il Wisla Cracovia, e il 1º dicembre successivo segna anche la sua prima rete in Serie A nella partita esterna contro il Torino. A fine anno la comproprietà viene risolta in favore della Juventus.
Nell'estate del 2003 passa ancora in prestito al Brescia in Serie A. Inizialmente poco impiegato, gradualmente conquista il posto da titolare del centrocampo delle rondinelle, e il 2 maggio 2004 segna la rete della matematica salvezza della squadra, nella trasferta contro il Siena. Con la squadra lombarda disputa in tutto 29 partite, con una rete.

##### Roma e prestito al Chievo
Nel 2004 la Juventus, proprietaria del cartellino, lo cede a titolo definitivo alla Roma, nell'ambito dell'operazione che ha portato Emerson alla società torinese. La società capitolina a sua volta lo gira in prestito al ChievoVerona nell'affare che ha portato Simone Perrotta in giallorosso.
Titolare indiscusso della formazione di Mario Beretta, segna la sua prima rete con la maglia gialloblu il 17 ottobre 2004 contro la Lazio e disputa in tutto 35 partite. Il 14 luglio 2005 il prestito viene rinnovato anche per la stagione 2005-2006, dove, con 26 presenze e 2 gol, contribuisce al quarto posto finale e la conseguente qualificazione ai preliminari di Champions League.
Rimane a Verona anche nella stagione successiva, e il 9 agosto 2006 esordisce in Champions League nella sconfitta esterna contro i bulgari del Levski Sofia. La stagione è anche la più prolifica a livello realizzativo, per Brighi, che totalizza in tutto 25 presenze e ben 6 reti. La sconfitta contro il Catania all'ultima giornata, tuttavia, decreta la retrocessione del club veneto in Serie B.

##### Ritorno alla Roma
Nell'estate del 2007 Brighi torna stabilmente alla Roma. Nella sua partita d'esordio contro l'Empoli mette a segno il primo gol con la maglia della Roma. In quello stesso anno conquista la sua seconda Supercoppa italiana (la prima con la maglia giallorossa) e la Coppa Italia, entrambe ai danni dell'Inter.
Il 25 luglio 2008 prolunga il contratto con la società capitolina fino al 30 luglio 2012 a fronte di un compenso lordo a salire per un ammontare che va dai 1,3 milioni della stagione 2008-2009 ai 1,6 milioni della stagione 2011-2012; cifre a cui vanno aggiunti ulteriori premi in caso di raggiungimento di prefissati obbiettivi sportivi. Nella stagione 2008-2009 Brighi viene spesso utilizzato come titolare. Il 26 novembre 2008 segna i primi due gol della sua carriera in Champions League, che permettono alla Roma di vincere sul campo del Cluj per 3-1. Il 9 dicembre realizza la prima delle 2 reti che consentono alla Roma di battere il Bordeaux e di qualificarsi, come prima del girone, agli ottavi di finale della Champions League. A fine stagione saranno 44 le presenze e 6 le marcature (tra campionato, Coppa Italia e Champions League).
Nella stagione successiva va in gol contro Palermo, Parma e ancora Palermo, al ritorno (in cui realizza la sua prima doppietta in Serie A), in 24 incontri disputati.
Il 7 settembre 2010 prolunga il suo contratto con la società fino al 30 giugno 2014.
L'8 maggio 2011, durante la gara contro il Milan, riporta la frattura al perone del ginocchio destro.

##### Atalanta e Torino
Il 31 agosto 2011 passa in prestito secco all'Atalanta per la stagione 2011-2012. Il 18 settembre esordisce in campionato con la nuova maglia, nell'incontro vinto per 1-0 dall'Atalanta sul Palermo. Complice una lesione al perone, non riesce ad entrare nelle gerarchie del tecnico Colantuono e totalizza solo 11 presenze in campionato.
Dopo un periodo di prova, l'11 agosto 2012 passa al Torino in prestito gratuito. Il'1º settembre 2012, realizza la sua prima rete in maglia granata contro il Pescara; gara terminata per 3 a 0.. Il 13 gennaio 2013 sigla la sua seconda rete stagionale nella partita Torino-Siena (3-2).
A fine stagione torna alla Roma per fine prestito, ma l'8 luglio 2013 si trasferisce nuovamente al Torino, questa volta a titolo definitivo, con un contratto annuale con opzione per il secondo. La sua permanenza in granata dura poco perché nel mercato di gennaio viene ceduto al Sassuolo (squadra contro la quale aveva segnato pochi giorni prima).

##### Sassuolo, ritorno a Bologna, Perugia ed Empoli
Il 2 febbraio 2014 debutta da titolare con la maglia del Sassuolo nella sconfitta interna per 2-1 contro l'Hellas Verona. Con 7 presenze dà il suo contributo alla squadra che riesce a salvarsi, viene quindi confermato anche per la stagione successiva giocando alte 17 partite.
Il 20 luglio 2015 firma un contratto annuale col Bologna, neopromosso in Serie A, tornando così, dopo 14 anni, sotto le due torri; colleziona altre 23 presenze in A.
Rimasto svincolato, il 15 luglio 2016 firma un contratto biennale con il Perugia in Serie B. Il 7 agosto 2016 esordisce con la maglia del Perugia e firma il gol vittoria contro l'Alessandria che sancisce la qualificazione per i Grifoni al turno successivo di Coppa Italia.
Il 24 gennaio 2018 passa fino a fine stagione all'Empoli. Il 2 febbraio segna all'esordio con gli azzurri, nella vittoria interna per 4-0 contro il Palermo. A fine anno con il club empolese vince il campionato e viene promosso in massima serie. Il 19 maggio 2019 torna al gol in massima serie che mancava da più di 5 anni (in quel caso indossava proprio la maglia del Torino), segnando nella vittoria per 4-1 contro il Torino dopo 29 secondi dal suo ingresso. Al termine della stagione, dopo aver collezionato 10 presenze e un gol, senza riuscire ad evitare la retrocessione dei toscani in Serie B, si ritira dal calcio all’età di 38 anni.

#### Nazionale
Ha vestito a lungo la maglia della nazionale Under-21: dal 2000 al 2004 ha collezionato 35 presenze e 2 gol con la squadra di cui è stato anche capitano. Ha partecipato all'Europeo Under-21 2002, arrivando in semifinale, e all'Europeo Under-21 2004 laureandosi campione. È stato escluso dai convocati per i Giochi olimpici di Atene dal c.t. Claudio Gentile.
In precedenza aveva compiuto l'esordio in nazionale maggiore sotto la guida di Trapattoni, disputando un'amichevole contro la Slovenia il 21 agosto 2002.
Il 28 marzo 2009, dopo quasi sette anni di assenza, ritorna in nazionale con il c.t. Marcello Lippi che lo impiega nelle sfide di qualificazione ai Mondiali 2010 contro il Montenegro e Italia-Irlanda (1-1). Viene impiegato anche il 6 giugno nella partita amichevole contro l'Irlanda del Nord giocata a Pisa.

### Allenatore
Il 22 luglio 2022 entra a far parte dello staff della nazionale Under-21 come collaboratore tecnico di Paolo Nicolato. Il 4 agosto 2023 segue il mister Nunziata alla guida dell’Under-21. Il 17 luglio 2025 Nunziata torna sulla panchina nazionale Under-20 italiana, lui lo segue con il ruolo di vice allenatore.

## Statistiche

### Presenze e reti nei club
| Stagione            | Squadra             | Campionato          | Campionato | Campionato | Coppe nazionali | Coppe nazionali | Coppe nazionali | Coppe continentali | Coppe continentali | Coppe continentali | Altre coppe | Altre coppe | Altre coppe | Totale | Totale |
| Stagione            | Squadra             | Comp                | Pres       | Reti       | Comp            | Pres            | Reti            | Comp               | Pres               | Reti               | Comp        | Pres        | Reti        | Pres   | Reti   |
| ------------------- | ------------------- | ------------------- | ---------- | ---------- | --------------- | --------------- | --------------- | ------------------ | ------------------ | ------------------ | ----------- | ----------- | ----------- | ------ | ------ |
| 1998-1999           | Rimini              | C2                  | 10         | 1          | CI-C            | 0               | 0               | -                  | -                  | -                  | -           | -           | -           | 10     | 1      |
| 1999-2000           | Rimini              | C2                  | 34         | 6          | CI-C            | ?               | ?               | -                  | -                  | -                  | -           | -           | -           | 34     | 6      |
| Totale Rimini       | Totale Rimini       | Totale Rimini       | 44         | 7          |                 | ?               | ?               |                    | -                  | -                  |             | -           | -           | 44     | 7      |
| 2000-2001           | Juventus            | A                   | 11         | 0          | CI              | 1               | 0               | UCL                | 0                  | 0                  | -           | -           | -           | 12     | 0      |
| 2001-2002           | Bologna             | A                   | 32         | 0          | CI              | 2               | 0               | -                  | -                  | -                  | -           | -           | -           | 33     | 0      |
| ago. 2002           | Juventus            | A                   | 0          | 0          | CI              | 0               | 0               | UCL                | 0                  | 0                  | SI          | 1           | 0           | 1      | 0      |
| Totale Juventus     | Totale Juventus     | Totale Juventus     | 11         | 0          |                 | 1               | 0               |                    | 0                  | 0                  |             | 1           | 0           | 13     | 0      |
| 2002-2003           | Parma               | A                   | 22         | 1          | CI              | 0               | 0               | CU                 | 3                  | 0                  | SI          | 0           | 0           | 25     | 1      |
| 2003-2004           | Brescia             | A                   | 29         | 1          | CI              | 2               | 0               | -                  | -                  | -                  | -           | -           | -           | 31     | 1      |
| 2004-2005           | ChievoVerona        | A                   | 35         | 1          | CI              | 1               | 0               | -                  | -                  | -                  | -           | -           | -           | 36     | 1      |
| 2005-2006           | ChievoVerona        | A                   | 26         | 2          | CI              | 0               | 0               | -                  | -                  | -                  | -           | -           | -           | 26     | 2      |
| 2006-2007           | ChievoVerona        | A                   | 28         | 6          | CI              | 1               | 0               | UCL+CU             | 1+2                | 0                  | -           | -           | -           | 32     | 6      |
| Totale ChievoVerona | Totale ChievoVerona | Totale ChievoVerona | 89         | 9          |                 | 2               | 0               |                    | 3                  | 0                  |             | -           | -           | 94     | 9      |
| 2007-2008           | Roma                | A                   | 24         | 1          | CI              | 5               | 0               | UCL                | 2                  | 0                  | SI          | 1           | 0           | 32     | 1      |
| 2008-2009           | Roma                | A                   | 35         | 3          | CI              | 2               | 0               | UCL                | 7                  | 3                  | SI          | 0           | 0           | 44     | 6      |
| 2009-2010           | Roma                | A                   | 24         | 4          | CI              | 2               | 1               | UEL                | 6                  | 0                  | -           | -           | -           | 32     | 5      |
| 2010-2011           | Roma                | A                   | 25         | 1          | CI              | 2               | 0               | UCL                | 5                  | 0                  | SI          | 0           | 0           | 32     | 1      |
| ago. 2011           | Roma                | A                   | 0          | 0          | CI              | 0               | 0               | UEL                | 1                  | 0                  | -           | -           | -           | 1      | 0      |
| Totale Roma         | Totale Roma         | Totale Roma         | 108        | 9          |                 | 11              | 1               |                    | 21                 | 3                  |             | 1           | 0           | 141    | 13     |
| 2011-2012           | Atalanta            | A                   | 11         | 0          | CI              | 0               | 0               | -                  | -                  | -                  | -           | -           | -           | 11     | 0      |
| 2012-2013           | Torino              | A                   | 23         | 2          | CI              | 2               | 0               | -                  | -                  | -                  | -           | -           | -           | 25     | 2      |
| 2013-gen. 2014      | Torino              | A                   | 16         | 2          | CI              | 1               | 0               | -                  | -                  | -                  | -           | -           | -           | 17     | 2      |
| Totale Torino       | Totale Torino       | Totale Torino       | 39         | 4          |                 | 3               | 0               |                    | -                  | -                  |             | -           | -           | 42     | 4      |
| gen.-giu. 2014      | Sassuolo            | A                   | 8          | 0          | CI              | 0               | 0               | -                  | -                  | -                  | -           | -           | -           | 8      | 0      |
| 2014-2015           | Sassuolo            | A                   | 23         | 0          | CI              | 1               | 0               | -                  | -                  | -                  | -           | -           | -           | 24     | 0      |
| Totale Sassuolo     | Totale Sassuolo     | Totale Sassuolo     | 31         | 0          |                 | 1               | 0               |                    | -                  | -                  |             | -           | -           | 32     | 0      |
| 2015-2016           | Bologna             | A                   | 25         | 0          | CI              | 1               | 0               | -                  | -                  | -                  | -           | -           | -           | 26     | 0      |
| Totale Bologna      | Totale Bologna      | Totale Bologna      | 57         | 0          |                 | 3               | 0               |                    | -                  | -                  |             | -           | -           | 60     | 0      |
| 2016-2017           | Perugia             | B                   | 36+2       | 2          | CI              | 2               | 1               | -                  | -                  | -                  | -           | -           | -           | 40     | 3      |
| 2017-2018           | Perugia             | B                   | 12         | 0          | CI              | 2               | 1               | -                  | -                  | -                  | -           | -           | -           | 14     | 1      |
| Totale Perugia      | Totale Perugia      | Totale Perugia      | 48+2       | 2          |                 | 4               | 2               |                    | -                  | -                  |             | -           | -           | 54     | 4      |
| gen.-giu. 2018      | Empoli              | B                   | 14         | 1          | CI              | 0               | 0               | -                  | -                  | -                  | -           | -           | -           | 14     | 1      |
| 2018-2019           | Empoli              | A                   | 10         | 1          | CI              | 0               | 0               | -                  | -                  | -                  | -           | -           | -           | 10     | 1      |
| Totale Empoli       | Totale Empoli       | Totale Empoli       | 24         | 2          |                 | 0               | 0               |                    | -                  | -                  |             | -           | -           | 24     | 2      |
| Totale carriera     | Totale carriera     | Totale carriera     | 502+2      | 35         |                 | 27              | 3               |                    | 27                 | 3                  |             | 2           | 0           | 560    | 41     |

### Cronologia presenze e reti in nazionale
| Cronologia completa delle presenze e delle reti in nazionale ― Italia | Cronologia completa delle presenze e delle reti in nazionale ― Italia | Cronologia completa delle presenze e delle reti in nazionale ― Italia | Cronologia completa delle presenze e delle reti in nazionale ― Italia | Cronologia completa delle presenze e delle reti in nazionale ― Italia | Cronologia completa delle presenze e delle reti in nazionale ― Italia | Cronologia completa delle presenze e delle reti in nazionale ― Italia | Cronologia completa delle presenze e delle reti in nazionale ― Italia |
| Data                                                                  | Città                                                                 | In casa                                                               | Risultato                                                             | Ospiti                                                                | Competizione                                                          | Reti                                                                  | Note                                                                  |
| --------------------------------------------------------------------- | --------------------------------------------------------------------- | --------------------------------------------------------------------- | --------------------------------------------------------------------- | --------------------------------------------------------------------- | --------------------------------------------------------------------- | --------------------------------------------------------------------- | --------------------------------------------------------------------- |
| 21-8-2002                                                             | Trieste                                                               | Italia                                                                | 0 – 1                                                                 | Slovenia                                                              | Amichevole                                                            | -                                                                     | 46’                                                                   |
| 28-3-2009                                                             | Podgorica                                                             | Montenegro                                                            | 0 – 2                                                                 | Italia                                                                | Qual. Mondiali 2010                                                   | -                                                                     | 81’                                                                   |
| 1-4-2009                                                              | Bari                                                                  | Italia                                                                | 1 – 1                                                                 | Irlanda                                                               | Qual. Mondiali 2010                                                   | -                                                                     |                                                                       |
| 6-6-2009                                                              | Pisa                                                                  | Italia                                                                | 3 – 0                                                                 | Irlanda del Nord                                                      | Amichevole                                                            | -                                                                     | 46’                                                                   |
| Totale                                                                |                                                                       | Presenze                                                              | 4                                                                     |                                                                       | Reti                                                                  | 0                                                                     |                                                                       |

## Palmarès

### Club
- Supercoppa italiana: 2

Juventus 2002
Roma: 2007
- Coppa Italia: 1

Roma: 2007-2008
- Campionato italiano di Serie B: 1

Empoli: 2017-2018

### Nazionale
- Campionato d'Europa Under-21: 1

Germania 2004

### Individuale
- Oscar del calcio AIC: 1

Miglior giovane: 2002
Miglior giocatore: FIFA 03 (97)